# 薩塔利 (喬治亞州)
薩塔利（英語：Sutallee）是位於美國喬治亞州切羅基縣的一個非建制地區。該地的面積和人口皆未知。

## 地理
薩塔利的座標為34°13′22″N 84°37′05″W / 34.22278°N 84.61806°W，而該地的平均海拔高度為338米（即1109英尺）。